# فلسطین شرقی (اوهایو)
فلسطین شرقی(به انگلیسی: East Palestine) شهری در ایالت اوهایو کشور ایالات متحده آمریکا است که جمعیت آن در سرشماری سال ۲۰۱۰ میلادی، ۴٬۷۲۱ نفر بوده‌است.